# サン・サルヴァトーレ・ディ・フィターリア
サン・サルヴァトーレ・ディ・フィターリア（イタリア語: San Salvatore di Fitalia, シチリア語: Santu Sarvaturi）は、イタリア共和国シチリア州メッシーナ県にある、人口約1,200人の基礎自治体（コムーネ）。

## 地理

### 位置・広がり

#### 隣接コムーネ
隣接するコムーネは以下の通り。
- カステッルンベルト
- フラッツァノ
- ガラーティ・マメルティーノ
- ミルト
- ナーゾ
- トルトリーチ

## 行政

### 分離集落
サン・サルヴァトーレ・ディ・フィターリアには、以下の分離集落（フラツィオーネ）がある。
- Bufana, Daino, Dovera, Fiorello, Grazia, Pagliazzo, San Biagio, Sant'Adriano, Santa Lucia, Sant'Andrea, Sant'Antonio Mallina, Santa Maria Cuma, Scrisera